# Genestacio de la Vega
Genestacio de la Vega es una localidad española perteneciente al municipio de Quintana del Marco, en la provincia de León, comunidad autónoma de Castilla y León.

## Geografía

### Ubicación
| Noroeste: Quintana del Marco    | Norte: Quintana del Marco | Noreste: Quintana del Marco |
| Oeste: Castrocalbón             |                           | Este: Navianos de la Vega   |
| Suroeste San Esteban de Nogales | Sur: Becares              | Sureste: La Nora del Río    |

## Demografía
Evolución de la población
| Gráfica de evolución demográfica de Genestacio de la Vega entre 2000 y 2017 |
|                                                                             |
| Población de derecho (2000-2017) según el padrón municipal del INE          |